# Eva-Maria Liimets

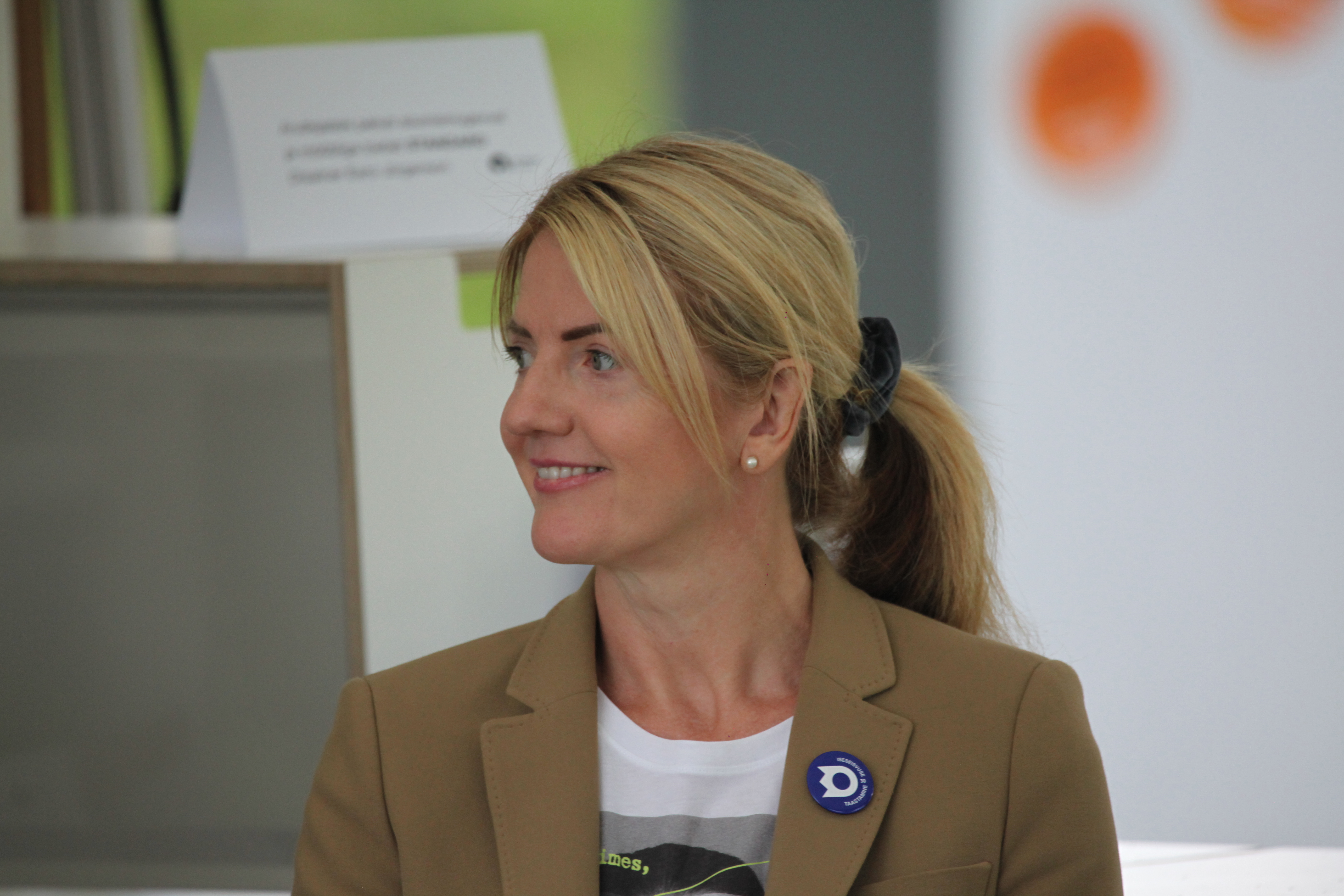
Eva-Maria Liimets (2021)

Eva-Maria Liimets, född 31 maj 1974 i Tallinn i dåvarande Estniska SSR, är en estnisk diplomat och partilös politiker. Från 26 januari 2021 var hon Estlands utrikesminister i Kaja Kallas regering. Hon var tidigare från 2018 till 2021 Estlands ambassadör till Tjeckien, Slovenien och Kroatien.

## Biografi
Liimets avslutade 1996 en kandidatexamen i offentlig förvaltningsvetenskap från Tartu universitet och studerade därefter för en masterexamen (MBA) vid Estlands handelshögskola i Tallinn.
År 1997 anställdes hon av Estlands utrikesministerium och arbetade fram till 1999 inom ministeriets personalavdelning. Från 1999 till 2003 ledde hon näringslivsavdelningen vid Estlands ambassad i Rom, innan hon återvände till utrikesministeriet i Tallinn. 
Från 2006 till 2009 arbetade hon vid Estlands ambassad i Washington, D.C. och ledde därefter avdelningen för internationella organisationer vid utrikesministeriet i Tallinn fram till 2014. Från 2014 till 2017 var hon Estlands generalkonsul i New York och arbetade därefter vid utrikesministeriets Europaavdelning, där hon var huvudorganisatör för EU Strategy for the Baltic Sea Region-mötet som hölls i Tallinn i juni 2018. Från 2018 till 2021 var hon Estlands ambassadör i Prag, där hon förutom ambassadör till Tjeckien även fungerade som ambassadör till Slovenien och Kroatien.
Liimets är partilös men fördes fram av Estniska centerpartiet som kandidat till utrikesminister i Kaja Kallas regering i januari 2021 och var sedan 26 januari 2021 Estlands utrikesminister. Hon efterträdde Urmas Reinsalu.